# محمد البشار
الشيخ محمد البشار (كان حيا سنة 1161 هـ) فقيه وشاعر مالكي. هو محمد بن حسن بن علي بن سالم البشار الرشيدي المصري المالكي.

## أعماله

### أسهل المسالك
هو صاحب « أسهل المسالك في مذهب الإمام مالك »، وهو نظم لمتن « ترغيب المريد السالك إلى مذهب الإمام مالك » للشيخ إبراهيم السهائي الأزهري (ت 1080 هـ). وسار النظم على مشهور المذهب.
- قام بشرح هذا النظم وشكله عبد الرحمن البرقوقي.
- قد قام بشرح هذه المنظومة عثمان بن حسنين بري الجعلي في كتابه « سراج السالك شرح أسهل المسالك ».

### أعمال أخرى
له أيضا منظومة أحسن المقالة في الجلالة.